# پاتسکو
پاتسکو (پرتغالی: Patesko; ۱۲ نوامبر ۱۹۱۰ – ۱۳ مارس ۱۹۸۸) بازیکن فوتبال اهل برزیل بود.
از باشگاه‌هایی که در آن بازی کرده‌است می‌توان به باشگاه فوتبال اتلتیکو مینیرو، باشگاه فوتبال ناسیونال (اروگوئه)، باشگاه فوتبال فلومیننزه، و باشگاه فوتبال بوتافوگو اشاره کرد.
وی همچنین در تیم ملی فوتبال برزیل بازی کرده‌است.